# Tana Umaga
Jonathan Falefasa (Lower Hutt, 27 de mayo de 1973) es un exjugador y entrenador neozelandés de rugby que se desempeñaba como centro. Fue capitán de los All Blacks de 2004 a 2005 y desde 2023 es entrenador de Moana Pasifika del Super Rugby.

Algunos de los premios conseguidos son: 1 Trofeo Memoral Kelvin Tremain en el año 2000, 1 Pierre de Coubertin Medal en el año 2003, Orden al Mérito de Nueva Zelanda en el año 2006 y una Medalla de Honor de la Ciudad de Toulon (Médaille d’Or de la Ville) en el año 2006.

## Biografía
“Tana” Umaga nació el 27 de mayo de 1973 en Lower Hutt, Nueva Zelanda. Empezó a jugar a rugby desde pequeño, destacando entre los demás jugadores. Empezó a jugar con los Lions Wainujomata, pasando en 1991 a firmar su primer contrato con los Newcastle Knights, donde estuvo muy poco tiempo porque echaba de menos su país.
Al volver lo ficharon en los Wellington Lions y rápidamente empezó a destacar en el 15 inicial junto a su hermano. En 1996 fue seleccionado para jugar con los Hurricanes y ese mismo año y gracias a la espectacular temporada que hizo, le llamaron los All Blacks (selección de Nueva Zelanda).
Tana Umaga es un excapitán de Nueva Zelanda que ganó 74 partidos con su país entre 1997 y 2005 de puntuación 36 intentos. Es uno de los jugadores más respetados en el mundo del rugby. Como en el primer jugador de la herencia samoana a capitán de los All Blacks en la prueba de rugby, su historia es única. Uno de los jugadores más orgullosos cada vez que se pone su famoso jersey negro, Umaga se convirtió en un capitán de inspiración, un hombre adorado por sus dos compañeros de equipo. En 2003, se convirtió en el primer neozelandés de recibir el Trofeo Pierre de Coubertin para el Juego Limpio por atender al herido Colin Charvis de Gales durante una prueba en Hamilton.
En 2005 trajo a colación 100 Súper 12 caps con los huracanes. Él es el cuarto que más veces ha jugado con la camiseta de los All Black (70 veces) en la historia, se sienta detrás de Christian Cullen, Jeff Wilson, Jonah Lomu y Doug Howlett en la prueba de los All Blacks. Es conocido como uno de los más difíciles defensores en el juego (él es un excampeón internacional en la liga de rugby) que hizo una transición exitosa a un centro de prueba a finales de 2000 después de jugar sus primeras 18 pruebas por las bandas.

## El gran gesto de Tana Umaga
En un partido de los All Blacks ante los Dragones rojos, Tana Umaga se dio cuenta de que el capitán del equipo contrario, el galés Colin Charvis, estaba teniendo un ataque después de un choque duro.

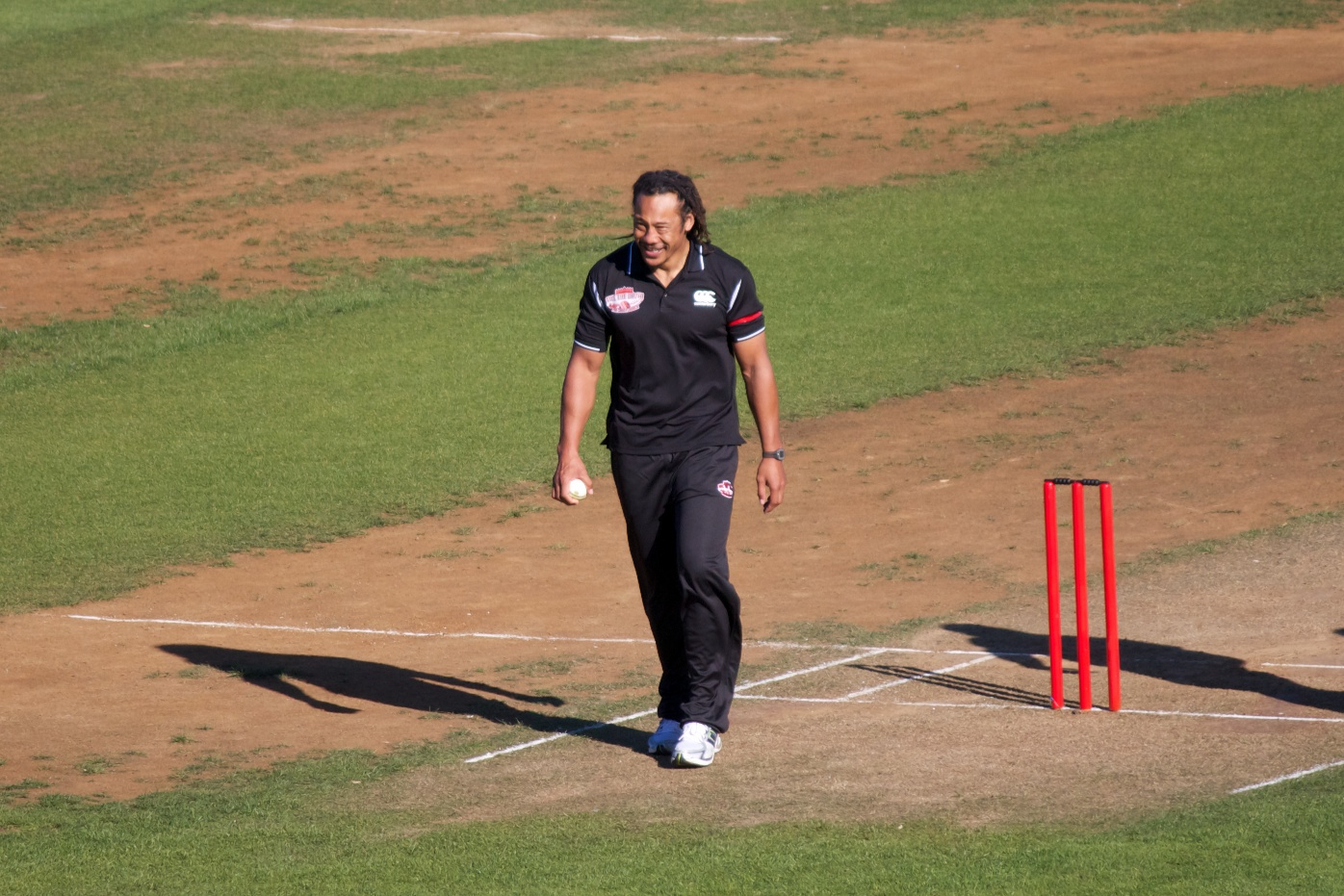

Luego del choque, Umaga dejó caer la pelota e inmediatamente le prestó asistencia al oponente, impidiéndole que se asfixiase, y lo que se pudo convertir en algo grave acabó siendo una anécdota por la que es reconocido.
Con este hecho, Umaga recibió la Medalla Pierre de Coubertin. A diferencia de las medallas en los Juegos Olímpicos, no tiene nada que ver con el rendimiento técnico de los atletas, ya que el premio destaca sus cualidades morales y éticas, así como la demostración de deportividad pura.

## Estadísticas en su carrera
|                       | Temporadas jugadas | Total partidos jugados | En el quince inicial | Suplente | Puntos | Partidos Ganados | Partidos Perdidos |
| --------------------- | ------------------ | ---------------------- | -------------------- | -------- | ------ | ---------------- | ----------------- |
| Todas las pruebas     | 1997-2005          | 74                     | 73                   | 1        | 180    | 59               | 14                |
| Copa Bledisloe        | 1997-2005          | 14                     | 14                   | 0        | 10     | 4                | 2                 |
| Copa Mundial de Rugby | 1999-2003          | 6                      | 6                    | 0        | 10     | 4                | 2                 |
| Campeonato de Liga    | 1997-2005          | 29                     | 28                   | 1        | 25     | 20               | 9                 |

### Participaciones en Copas del Mundo
Disputó el mundial de Gales 1999 donde los All Blacks ganaron, venciendo en Cuartos de final al XV del Cardo (30-18) y perdieron con Francia en Semifinales 43-31, finalmente fueron derrotados ante los Springboks 22-18 por el Tercer puesto. Jugó su último mundial en Australia 2003; en el primer partido Umaga sufrió un choque con Carlos Spencer que le lesionó el ligamento posterior de la rodilla izquierda, se recuperó para la fase final del torneo pero no jugó ningún otro partido más.
| Mundial                       | Sede      | Resultado     | PJ | Tries |
| ----------------------------- | --------- | ------------- | -- | ----- |
| Copa Mundial de Rugby de 1999 | Gales     | Cuarto puesto | 5  | 2     |
| Copa Mundial de Rugby de 2003 | Australia | Tercer puesto | 1  | 0     |

## Palmarés
- Campeón del Rugby Championship de 2002, 2003 y 2005.
- Campeón de la Copa Bledisloe de 2003, 2004 y 2005.